# Eugène Delacroix
Ferdinand Victor Eugène Delacroix (n. 26 aprilie 1798, Charenton-Républicain, Seine, Franța – d. 13 august 1863, Paris, Al Doilea Imperiu Francez) a fost un important pictor francez din perioada romantismului, precursor și afiliat timpuriu al impresionismului și unul din precursorii și teoreticienii divizionismului.

## Viața
S-a născut în localitatea Charenton Saint-Maurice, de lângă Paris.
În 1805 moare tatăl artistului, Charles Delacroix, prefect de Bordeaux. Familia se mută la Paris. Micul Eugène începe studiile la Liceul Imperial. Primește o aleasă educație în spirit clasic – Homer, Dante, Byron, Diderot, Montesquieu, Montaigne- face scrimă și continuă studiile muzicale.
În anul 1814, Eugène își pierde și mama - moartea ei duce la destrămarea rapidă a familiei Delacroix. La cei 16 ani ai săi, Eugène se mută în casa surorii și a cumnatului său.
Se îndrăgostește de camerista Elisabeth Salter, de origine engleză. Pentru a-i putea scrie, pictorul învață limba engleză, lucru care-i va permite mai târziu să-i citească pe Shakespeare și pe Byron în original. Delacroix este, cu siguranță, nestatornic în sentimente. În anul 1822, o cunoaște pe iubita prietenului său apropiat, Soulier.
Cel mai adesea, modelele pe care le are îi devin și iubite. Fermecător și sclipitor, Delacroix place femeilor.
Grație prietenilor săi Charles Nodier (1780-1844) și Victor Hugo (1802-1885), leagă prietenii cu scriitorii: Stendhal (1783-1862), Alexandre Dumas (1802-1870), Théophile Gautier (1811-1872) și Alphonse de Lamartine (1790-1869); îi cunoaște pe pictorul Achille Deveria (1802-1869) și pe compozitorul Hector Berlioz (1803-1869).
În 1822 expune la Salon primul său tablou: Dante și Vergiliu în Infern.
În 1832 călătorește în Maroc. Vizitează Andaluzia, unde studiază pictura spaniolă.
Între anii 1833-1861, pictorul lucrează la decorarea bibliotecii din Palatul Bourbonilor, a galeriei Apolline din Louvre, a Salonului Păcii din primăria Parisului. Pictează și biserici pariziene: Saint-Denis du Saint-Sacrement, Saint-Sulpice.
În ianuarie 1857 a fost acceptat printre membrii Academiei de Arte Frumoase.
Natura a avut pentru Delacroix o mare însemnătate; adesea își vizitează prietenii care locuiau la sat. Îndeosebi, îi apreciază pe scriitoarea George Sand (1804-1876) și pe Frederic Chopin (1810-1849), pe care îi vizitează la Nohant, în Franța centrală. Acolo lucrează la studii portretistice și florale.
Începând cu anul 1844, Delacroix închiriază o casa în Champrosay, la sud de Paris. Acolo îl așteaptă Jenny Le Guillou, "slujnica lui cu inimă mare", care îl va însoți pe pictor până la moarte.
În primăvara anului 1863, o febră mare îl țintuiește pe artist la pat. Moare pe 13 august iar funeraliile au avut loc pe 17 august, în biserica Saint-Germain-des-Près.

## Picturi
- Dante și Vergiliu în Infern (1822)
- Macelul din Chios (1824)
- Moartea lui Sardanapal (1827)
- Libertatea conducând poporul (1830)
- Femei din Alger (1834)
- Caidul, o căpetenie marocană (1837)
- Intrarea cruciaților în Constantinopol (1841)
- Luptă de cai arabi într-un grajd (1860)
- Lupta lui Iacob cu Îngerul (1855-1861)
- Autoportret cu vestă verde (cca. 1837)
- Răpirea Rebeccăi (1858)

## Delacroix și contemporanii săi
Când Eugène Delacroix este numit membru al Academiei de Arte Frumoase, Ingres (1780-1867) nu-și poate opri un strigăt : "Iată-l și pe lup la stână!". Este drept că, la vremea respectivă, Delacroix era considerat un pictor cu o influență dăunătoare.
De la Dante și Vergiliu în Infern - debutul artistic la Salon - până la ultimele sale tablouri, creația lui Delacroix este obiectul neîncetatelor atacuri ale criticilor. Stilul artistului, concepția sa referitoare la arta de a picta, precum și tehnica îi irită pe receptorii contemporani ai operelor de artă. Reacțiile publicului sunt foarte violente, iar critica îi stigmatizează lucrările și-l acuză de "masacrarea mascată a picturii".
Artistului i se reproșează faptul că știe numai să schițeze. Se spune că este un diletant. De la început încă, Delacroix i se opune lui Ingres. Stilurile lor sunt complet diferite : pentru Ingres cel mai important este desenul, în timp ce autorul lui Dante și Vergiliu în Infern acordă atenție în special culorii și tensiunii pe care opera ar trebui s-o degajeze.
Delacroix disprețuiește critica ; aprofundează acest univers al picturii în felul său propriu și nu acordă atenție normelor existente, care constrâng.
În anul 1824, se poate privi la Salon tabloul Măcelul din Chios. Critica se referă la acest tablou cu răceală sau doar moderat, dar Delacroix își găsește deja câțiva apărători, în timp ce tânăra școală romantică îl ridică direct la rangul de maestru.
Romanticii, eliberați de sub jugul convențiilor, doresc să dea glas liber trăirilor personale. Această aspirație îi este proprie și lui Delacroix, care afirmă : "Nimeni și nimic nu mă împiedică să percep lucrurile așa cum vreau eu".

### Izolarea artistului
Prezentarea la Salon a Morții lui Sardanapal, în anul 1827, va determina izolarea artistului vreme de șapte ani. În tot acest timp, se va vedea exclus din sălile de expoziții.
Baudelaire descrie astfel această situație: „Niciodată un artist nu a fost mai atacat, mai luat în derâdere și mai condamnat. Dar ce înseamnă pentru noi această indecizie a cercurilor elitiste, nemulțumirea câtorva saloane burgheze, respirând ură și unde pedanteria joacă domino? Problema este expusă în detaliu, iar dovada se află înaintea lor – evidentă, mare, strălucitoare.”
Victor Hugo scrisese: „Oare fluierăturile proștilor nu reprezintă fanfare ale gloriei?”

## Delacroix în muzeele lumii
- Danemarca
  - Copenhaga – Odrupgaard

- Franța
  - Bordeaux – Musée des Beaux-Arts
  - Lille - Musée des Beaux-Arts
  - Lyon – Musée des Beaux-Arts
  - Montpellier – Musée Fabre
  - Nantes – Musée des Beaux-Arts
  - Paris – Louvre, Musée Eugene Delacroix, Musée Orsay, Musée Carnavalet, Musée du Petit Palais, Bibliotheque National, Palatul Burbonilor, Palatul Luxembourg, Biserica Saint Suplice, Biserica Saint-Denis-du-Saint-Sacrement, Biserica Saint-Paul-Saint-Loise
  - Reims – Musée des Beaux-Arts
  - Rouen – Musée des Beaux-Arts
  - Toulouse – Musée des Augustins
  - Tours – Musée des Beaux-Arts
  - Versailles – Musée National du Palais de Versailles

- Germania
  - Stuttgart - Staatsgalerie

- Italia
  - Florența – Galleria degli Uffizi

- Japonia
  - Tokyo – Muzeul National al Artelor Occidentale

- Marea Britanie
  - Birmingham – The Barber Institute of Fine Arts
  - Londra – National Gallery, Victoria and Albert Museum
- România - Muzeul Zambaccian[16]

- Rusia
  - Sankt Petersburg – Ermitaj

- Statele Unite
  - Baltimore – Walters Art Museum
  - Boston – Museum of Fine Arts
  - Chicago – The Art Institute of Chicago
  - Minneapolis – The Minneapolis Institute of Arts
  - New York – Metropolitan Museum of Arts, Brooklyn Museum
  - Washington – National Gallery of Art

- Suedia
  - Stockholm – Nationalmuseum

- Ungaria
  - Budapesta – Szepmuveszeti Muzeum

## Galerie

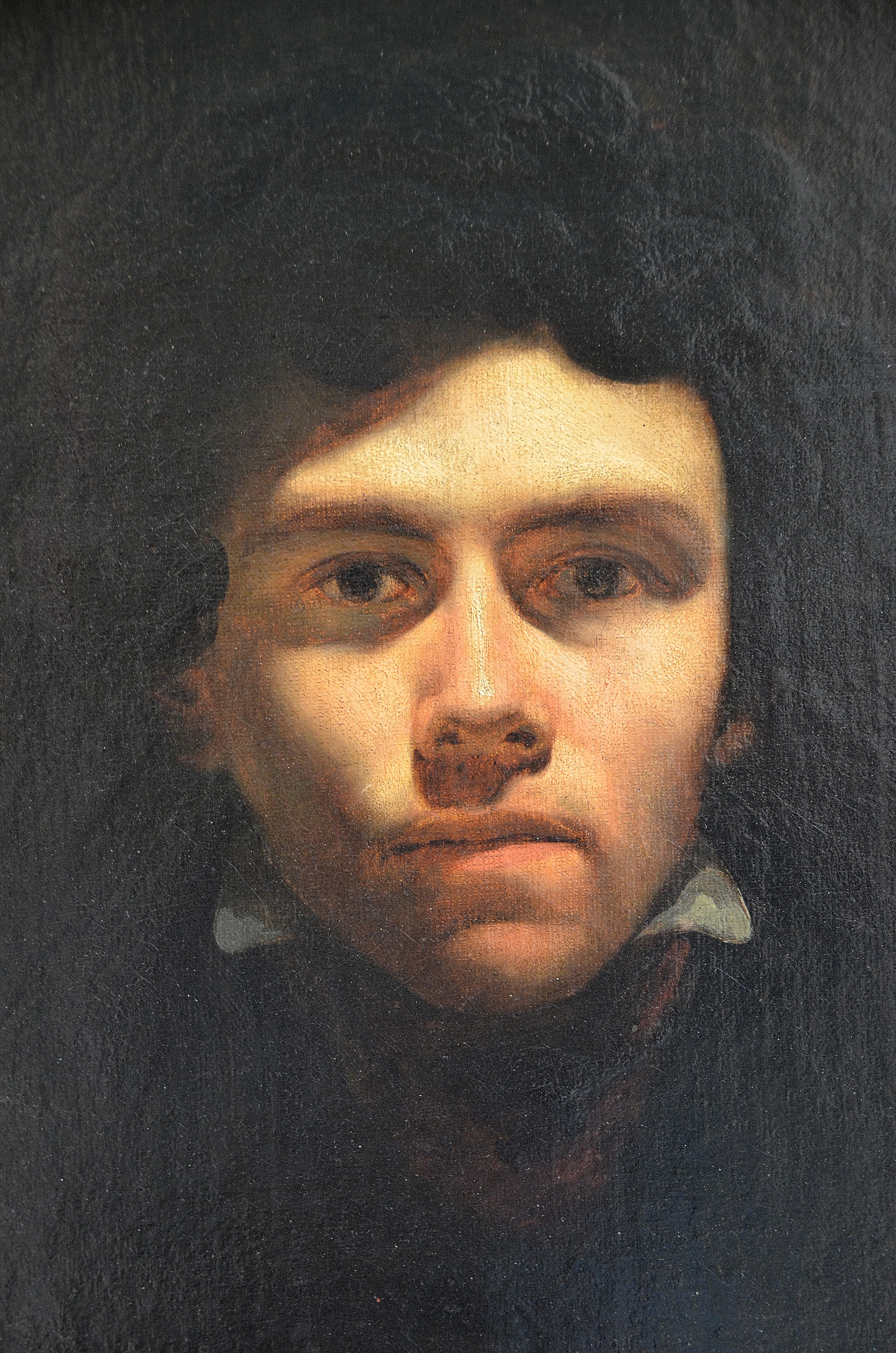
Portretul lui Delacroix (atribuit artistului)
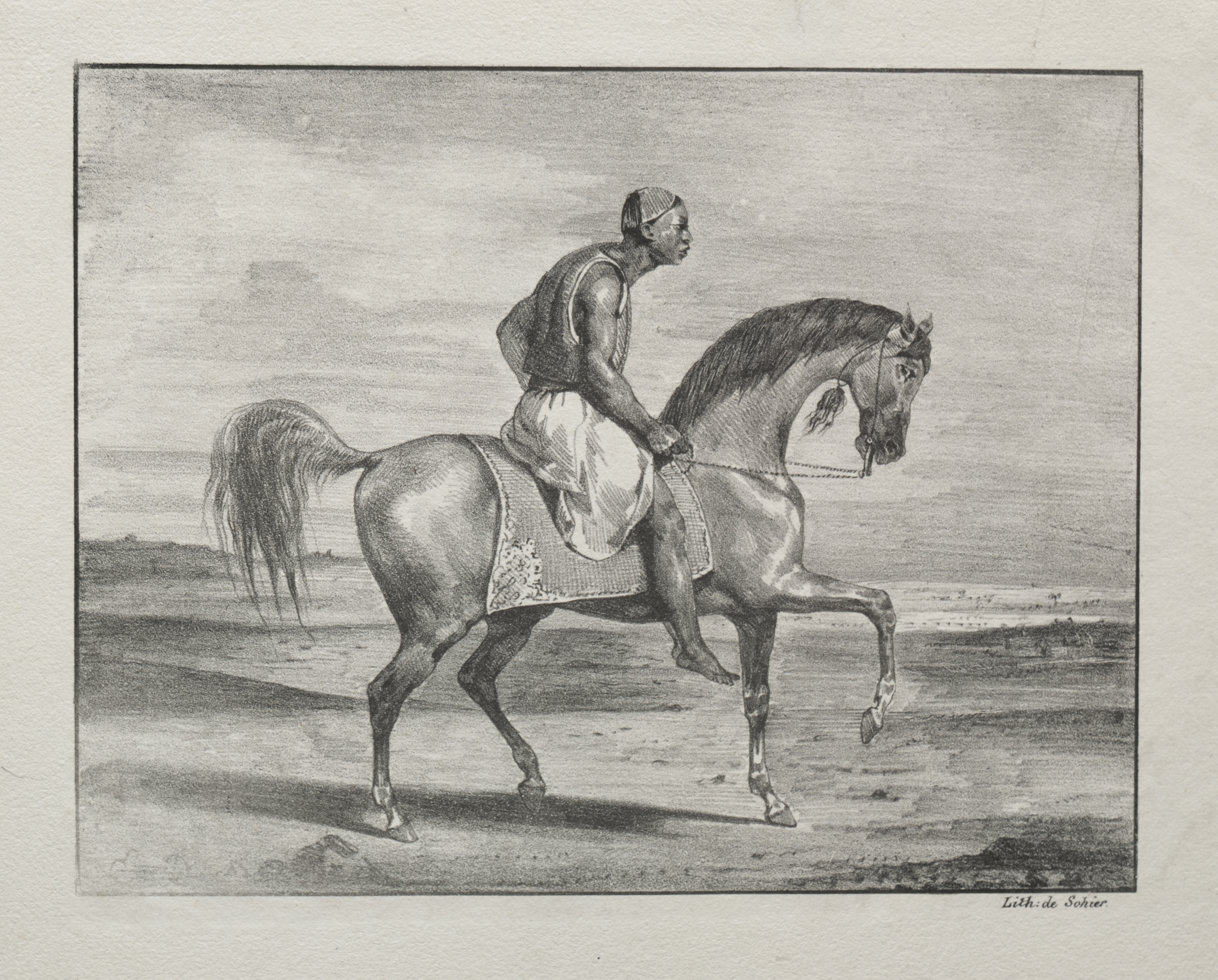
African călare – desen (1823)
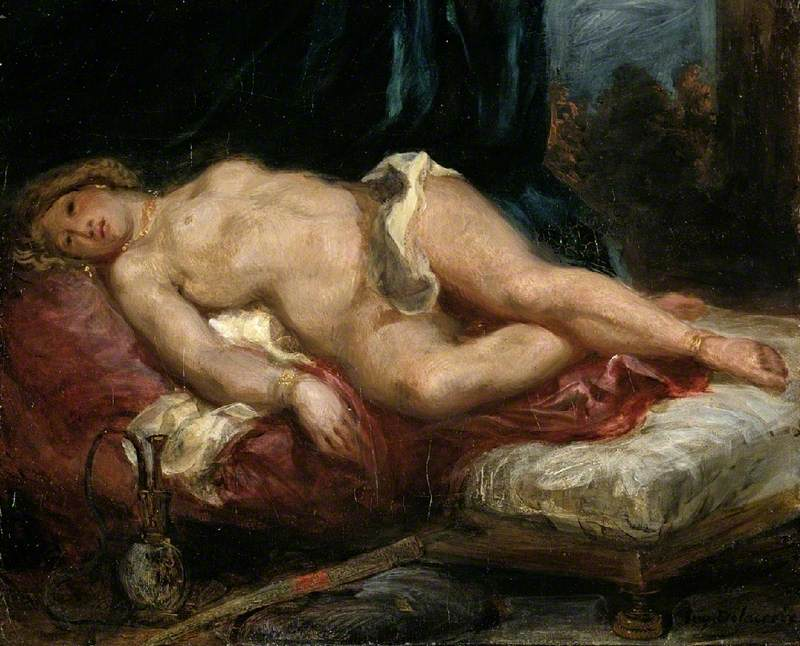
Odaliscă pe un divan - (1825)
Libertatea conducând poporul – ulei pe pânză - (octombrie - decembrie 1830)
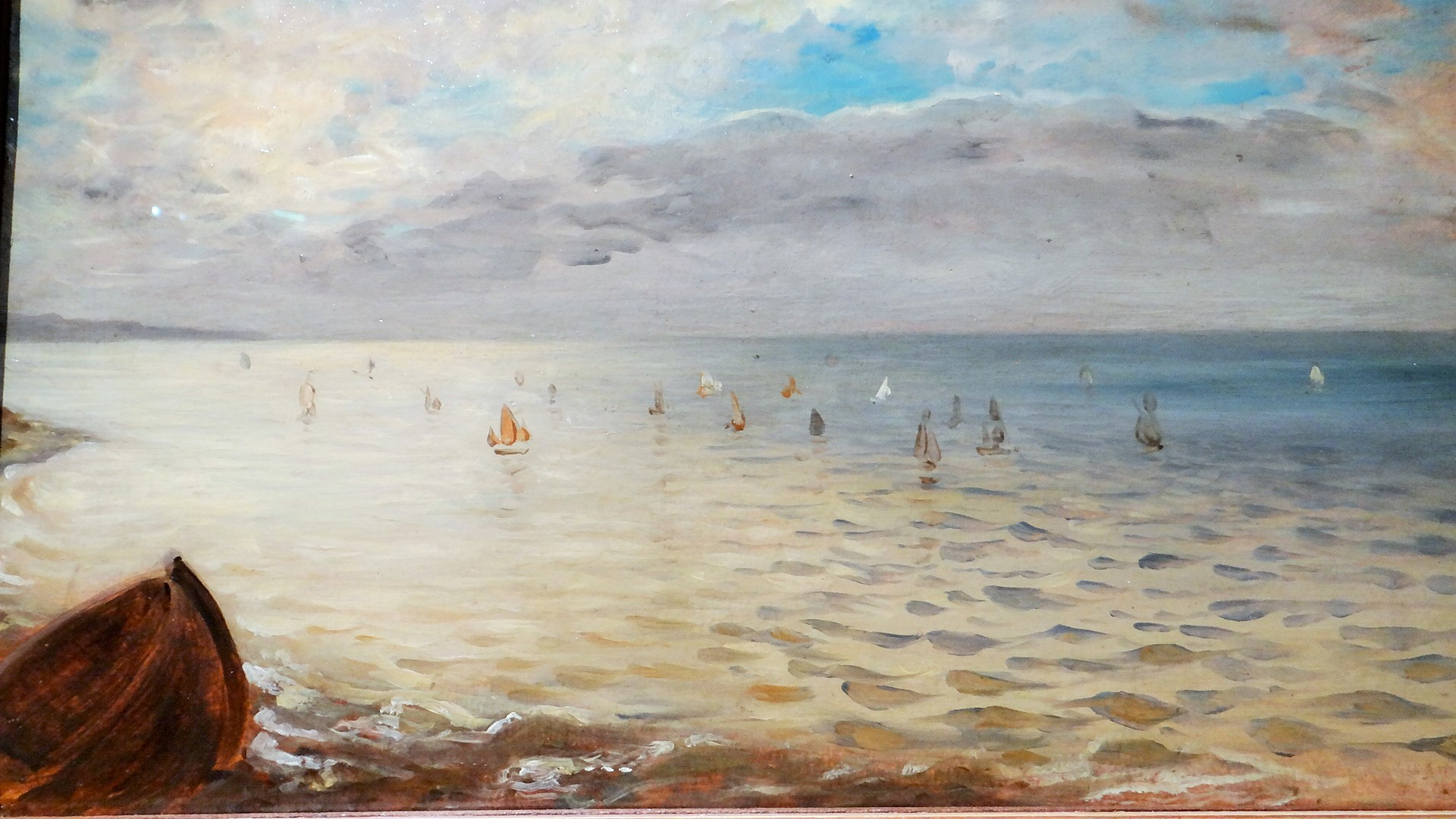
Marea la Dieppe – cărbune pe carton, 1852
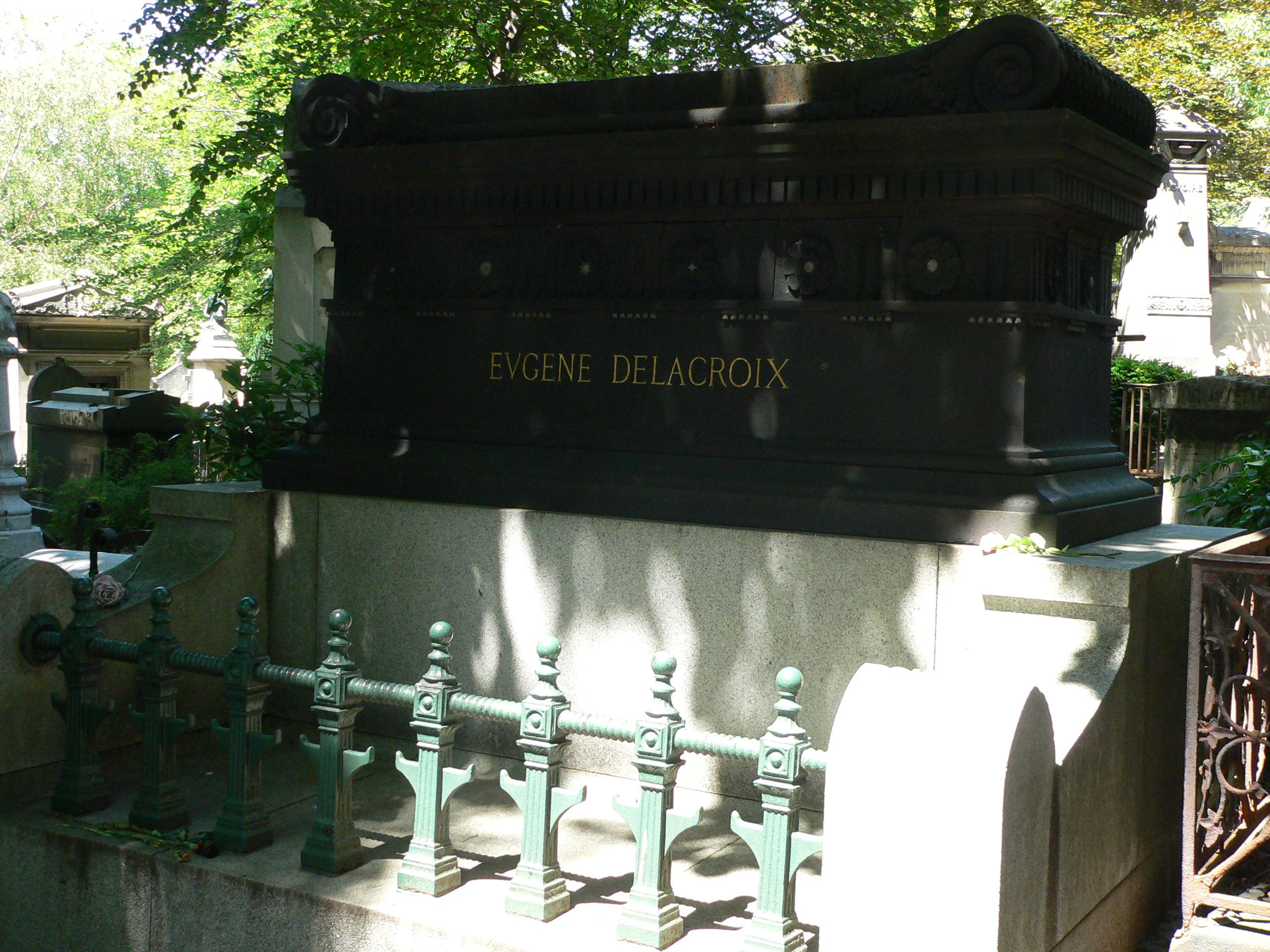
Mormântul lui Delacroix din cimitirul Père-Lachaise din Paris
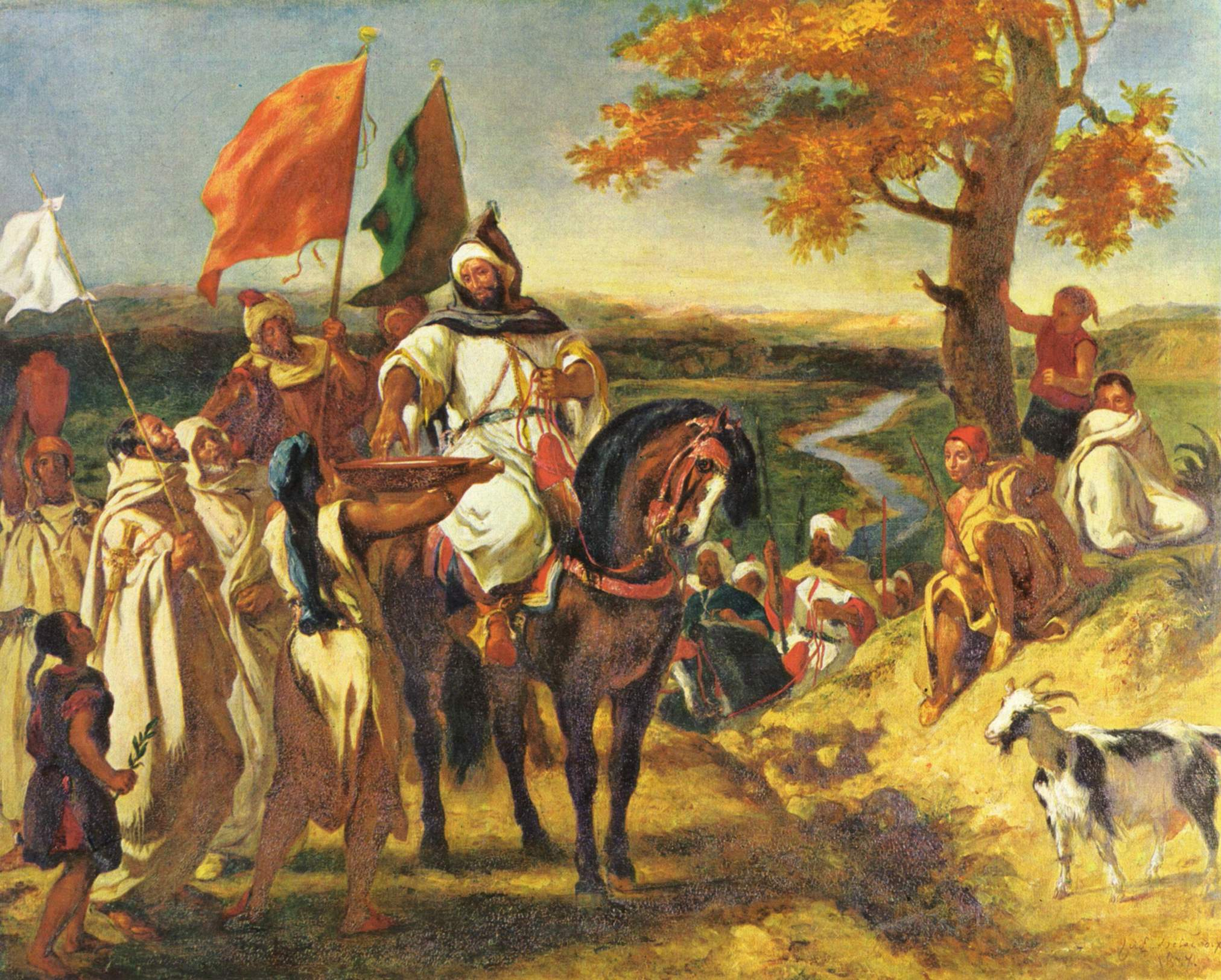
Caidul, o căpetenie marocană